# Cocal do Sul
Cocal do Sul är en kommun i Brasilien.   Den ligger i delstaten Santa Catarina, i den södra delen av landet, 1 400 km söder om huvudstaden Brasília. Antalet invånare är 15 171.
Följande samhällen finns i Cocal do Sul:
- Cocal

Omgivningarna runt Cocal do Sul är en mosaik av jordbruksmark och naturlig växtlighet. Runt Cocal do Sul är det ganska tätbefolkat, med 192 invånare per kvadratkilometer.